# 汁粉

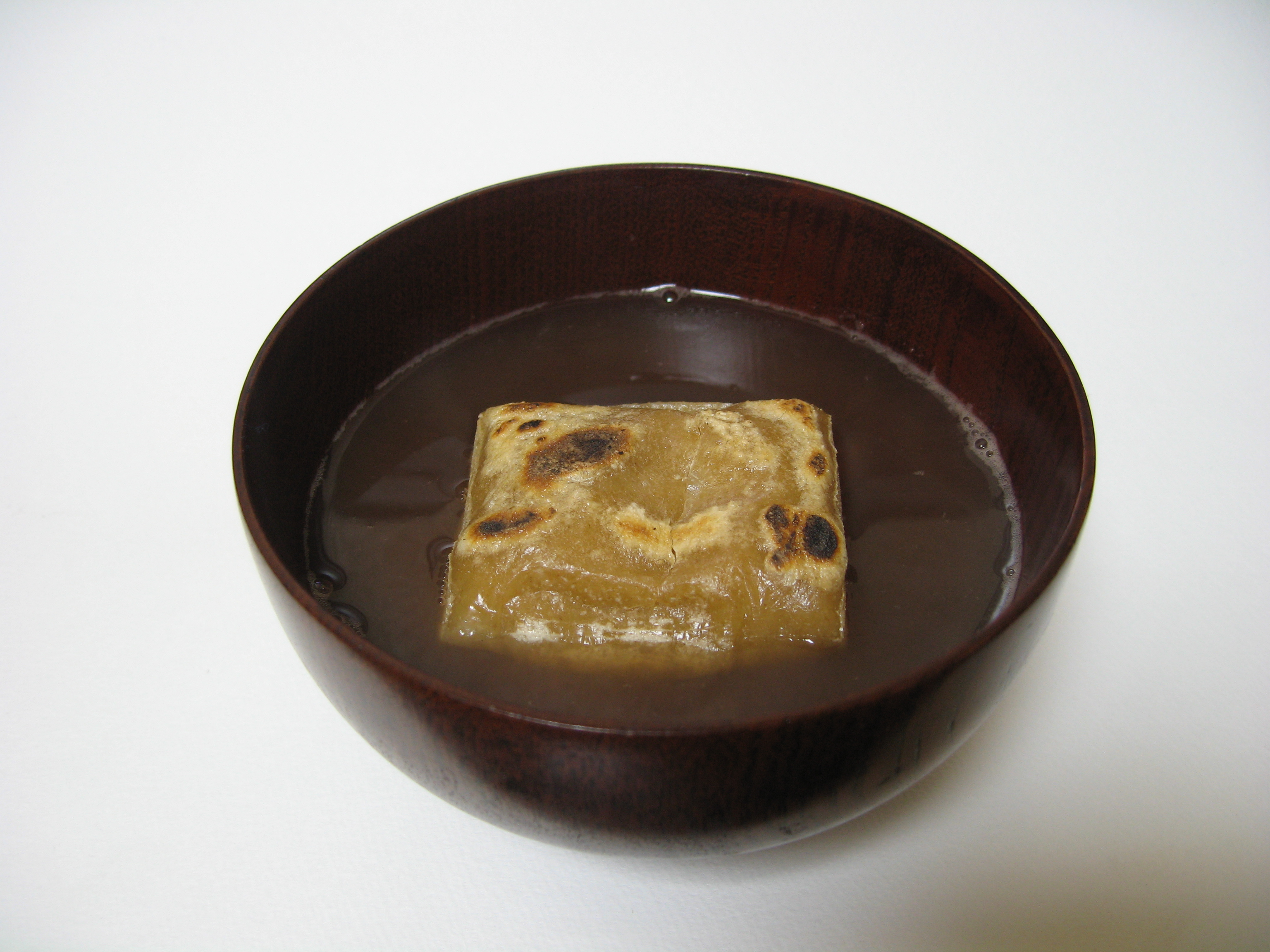
御膳汁粉に玄米餅

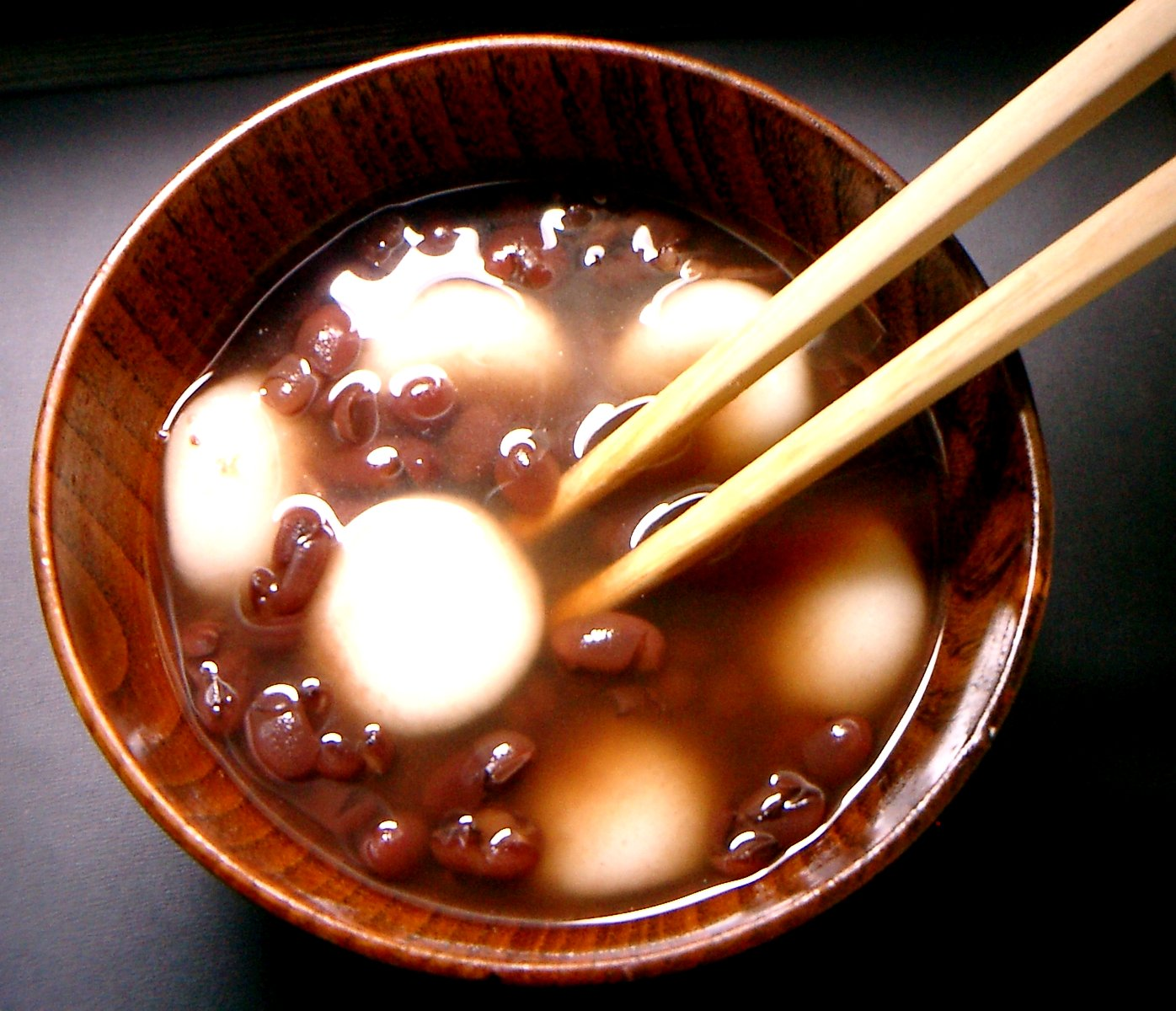
粒あんの汁粉　西日本ではぜんざいと呼ばれる

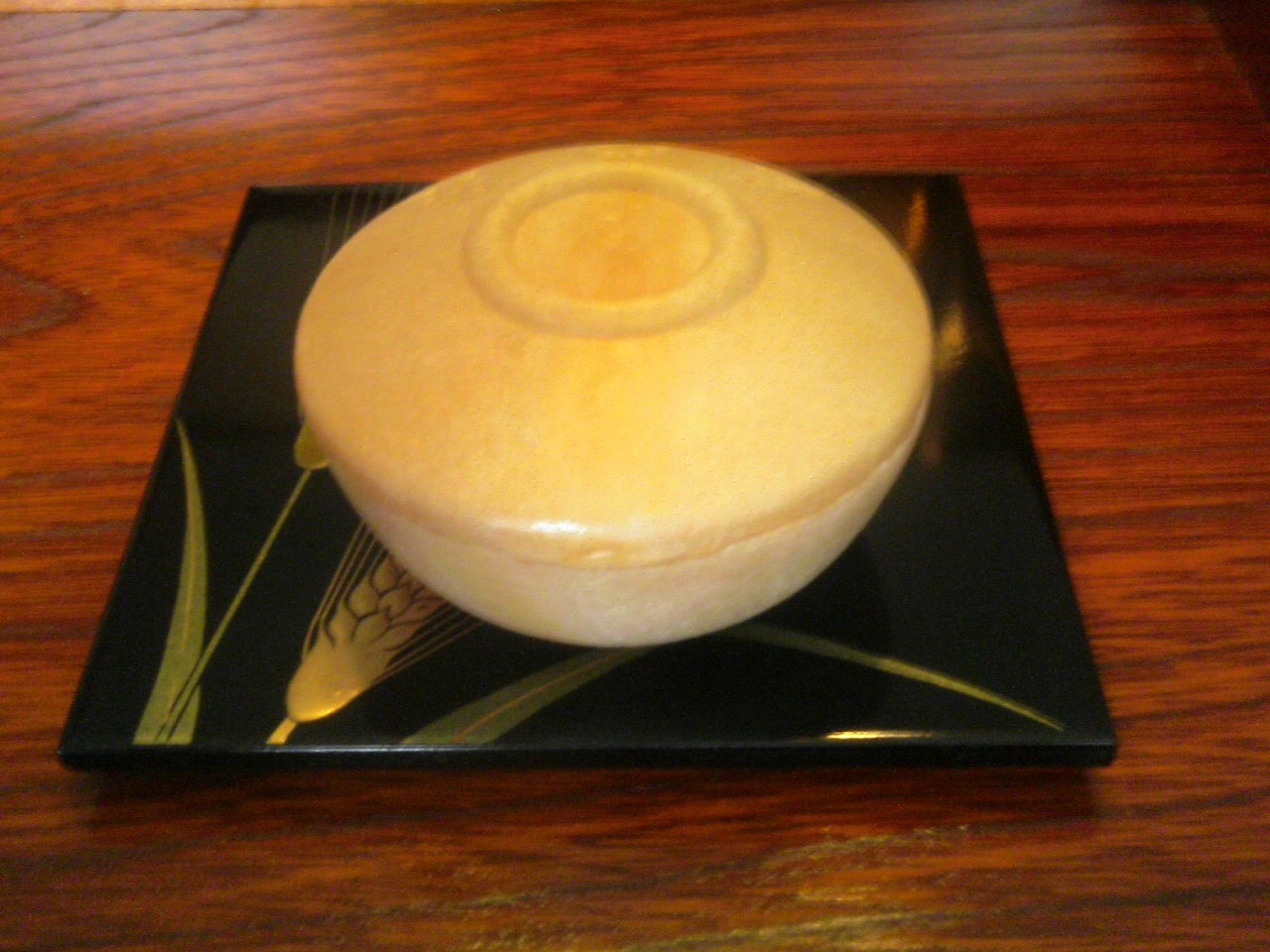
懐中汁粉

汁粉（しるこ）は、小豆などを砂糖で甘く煮た汁の中に、餅や白玉団子、栗の甘露煮などを入れた食べ物。「おしるこ」とも呼ばれる。

## 定義
関東（東日本）では漉（こ）し餡を用いたものも粒餡を用いたものも区別せず汁粉と呼ばれるが、こしあんのおしるこは、「御膳汁粉」、つぶあんのおしるこは「田舎汁粉」または「小倉汁粉」と呼び、関西（西日本）では漉し餡を用いたものを汁粉と呼び、粒餡を用いたものはぜんざい（善哉）と呼び分けるのが通例である。
汁気のない餡を餅や栗などにかけたものを、関東ではぜんざいと呼び、関西では亀山と呼ぶ。
なお、関東では「角餅｣、関西では「丸餅」が通例と言われている。
|          |          | 関東（角餅を使用）                 | 関西（丸餅を使用） |
| -------- | -------- | ---------------------------------- | ------------------ |
| 汁気あり | つぶあん | おしるこ（田舎汁粉または小倉汁粉） | ぜんざい           |
| 汁気あり | こしあん | おしるこ（御膳汁粉）               | おしるこ           |
| 汁気なし | 汁気なし | ぜんざい                           | 亀山または金時     |

九州での「おしるこ」と「ぜんざい」の違いは、基本的に関西と同様で、漉し餡を使った汁気のあるものを「おしるこ」、粒餡で汁気のあるものを「ぜんざい」と呼ぶ。一部地域では、餅入りを「おしるこ」、白玉団子入りを「ぜんざい」と言い、その逆の場合もあるとされる。北海道では「おしるこ」と「ぜんざい」について、はっきりと区別されていない。沖縄では汁気のある「おしるこ」を「ホットぜんざい」とも呼ぶ。単に「ぜんざい」というと、黒糖や砂糖で甘く煮た金時豆にかき氷を乗せたものが指すことが一般的である。漉し餡・粒餡で呼び分けない。

## 種類

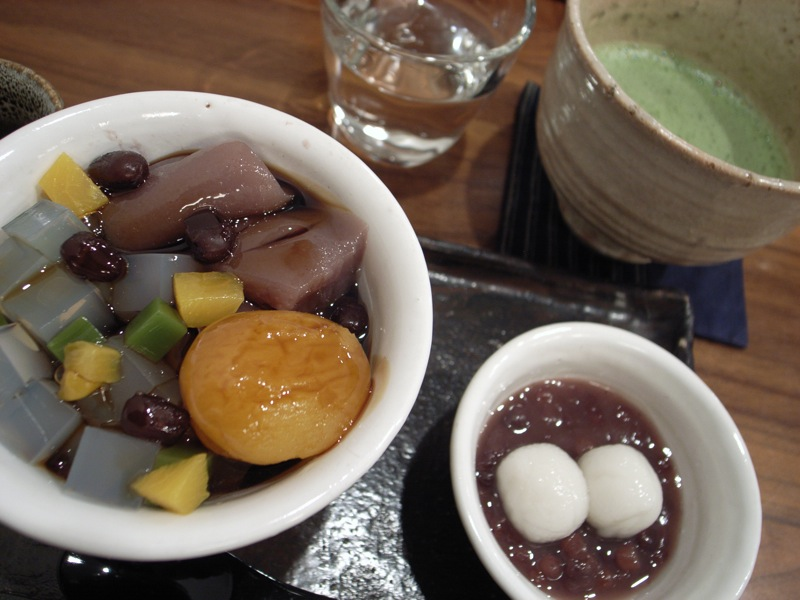
甘味であるあんみつとぜんざい

粒餡、漉し餡ともに汁粉と呼ぶ地方では、餡（あん）の違いによって区別される。
- 田舎汁粉 – つぶし餡を用いたもの。小倉汁粉とも呼ぶ。
- 御膳汁粉 – 漉し餡を用いたもの。

また、江戸時代以前より即席汁粉としての展開もみられる。
- 懐中汁粉 – もなかの皮の中に粉末の漉し餡とあられを入れた日本古来のインスタント食品。湯を掛けて溶いて食べる。
- お湯を注いで作る個包装の粉末汁粉やカップ汁粉、缶入りでそのまま飲むことができるおしるこ缶なども販売されている。

## バリエーション
小豆餡以外に、白餡、栗、かぼちゃ、百合根、枝豆（ずんだ）などを用いて作る場合もある。
- 小豆ばっとう - 「はっと」、もしくは「はっとう」は、北関東から東北地方南部に伝わるすいとんの様な食品。この「はっと」を入れたもの。
- 小豆ぼうとう - 山梨県で、餅の代わりにほうとうを入れたもの。
- そばがき汁粉 - 長野県松本市周辺地域で、餅の代わりに蕎麦がきを入れたもの[10]。
- かぼちゃ汁粉 - 寒冷な気候のため稲の栽培が困難だった青森県や北海道十勝地方では、餅の代用としてかぼちゃ・かぼちゃだんごを入れたものがある。福井県では「冬至南瓜」と呼ばれる同様の料理がある。
- 青森県下北地方では、じゃがいもを使ったいももちを汁粉にして食べる[11]。
- 岩手県久慈地方では、じゃがいもとでんぷんで作った団子を入れた汁粉が救荒食として食べられていた[12]。
- 山形県鶴岡市温海地域では、うるち米で作られる「べろべろ餅」を入れた汁粉が食べられる[13]。
- 耳うどんおしるこ - 栃木県佐野市の正月郷土食「耳うどん」をアレンジしたもの。耳うどんは同市葛生町仙波地方に伝わる料理で小麦粉を練って作る。耳うどんをおしるこにつけながら食べる。観光誘客のために、文教大学国際学部国際観光学科の学生が考案した[14]。
- ゆであずき - 台東区浅草周辺には、ゆであずきと呼ばれる田舎汁粉に似た甘味飲料が存在する。田舎汁粉以上に水分量が多くて餅などは通常入れられず、あっさりとした甘味となっている。現在ではガラスのコップに入れられ、飲み物として供される事が多い。そのまま、もしくは冷やして飲まれる。
- じょじょきり - 渥美半島を中心に東三河地域で、うどん状の麺を、小豆と砂糖で味を調え甘くした汁で煮たもの。別称「伊良湖汁粉」とも呼ばれる[15]。
- 高知県とその周辺でよく作られる皿鉢料理では、汁物料理のひとつとしてぜんざい（小倉汁粉）が鉢に盛って出される。餅や白玉団子の代わりに、鳴門巻きや蒲鉾が用いられ、場合によっては下煮した鯛やホウボウなどの魚が丸ごと入れられる事もある。

汁粉に類似した食品は中国の紅豆湯のほか、ベトナムにもあり、栗やハスの実、タピオカ団子を中に入れたり、黒ゴマやココナッツミルクの餡を用いたデザートがあるが、日本の汁粉との関連性はよく分かっていない。

## 歴史
江戸時代の寛永12年（1635年）の『料理物語』の後段（宴会の後に出される間食で、うどんやそうめん、饅頭などが含まれる）の欄に、「すすりだんご」と称される物が載っている。これはもち米6に対しうるち米4で作った団子を小豆の粉の汁で煮込み、塩味を付けたものであり、その上から白砂糖を天盛りにした一種の汁物である。当初は甘い物ではなく、塩味で調理されており、肴として用いられる事もあった。鳥取県・島根県東部での雑煮における汁粉も、元来はこうした塩味の料理であったと考えられる。餡餅やおはぎなどとの関連性もあるものと見られる。
現在は甘みを増して喫茶店や甘味屋・茶店などで供されており、大阪の「夫婦善哉」（白玉団子の善哉（田舎汁粉）が2つの小さな御椀に入れられて供される）、仙台のずんだ汁粉など地域色の出た汁粉が出されている。
特に甘味屋や茶店においては、口直しや甘味を際立たせるものとして、塩昆布や漬物など塩味の濃い食品を添えて出す事が多い。また、長崎の卓袱料理においては「梅椀」という名で御前汁粉がデザートとして出される。梅椀という名前は梅の花の塩漬けを汁粉に浮かべて出したからともいわれる。砂糖が貴重品だった時代の名残ともいわれるが、古い時代の卓袱料理の献立では汁粉以外の菓子類等が出されており、確証は無い。
塩（塩化ナトリウム）を添えることで、小腸で分解されたグルコースとナトリウムとの共輸送によりグルコースの速やかな体内への吸収を助ける。
「すすりだんご」と称するものは現在でも大分県等に残っており、トウモロコシ団子の汁粉を指したり、団子を野菜と煮たすいとんのような料理を指す事もある。
芥川龍之介は、昭和2年の5月に「しるこ」について
「しるこ」は西洋料理や支那料理と一しよに東京の「しるこ」を第一としてゐる。
と注目している料理である事を書き、また椀のしるこを啜る事なども書いている。この事について、久保田万太郎の「甘い物の話」でも触れており、久保田万太郎は「まず一気に汁粉を流し込む」と食べ方の付いて書いている。
芥川龍之介は久保田万太郎と共に、汁粉は「食う物か飲むものか」熱心に話をしていた（「味の自由」より）。小島政二郎の「食いしん坊」でも同様であり、昔から話題のタネになりやすい料理であった。

## 行事
正月の代表的な食べ物の一つである。島根県や鳥取県においては雑煮として汁粉を食べる風習がある。また香川県など四国の一部では雑煮に餡入りの餅が使用される。鏡開きにおいては、鏡餅を用いて汁粉やぜんざいを作る。小正月に食される小豆粥も同様である。日本の刑務所では被害者の命日、受刑者の食事に汁粉が付く。